# Noordelijke Han
De Noordelijke Han is een van de Tien Koninkrijken en regeerde het noorden van het Chinees Keizerrijk tijdens de periode 907 en 960. Het was een kleine staat, geprangd tussen de Liao-dynastie van de Kitan en de Song-dynastie in het zuiden, tussen 951 tot 979. 

## Context
Liu Min, de eerste keizer, was een jongere broer van keizer Liǔ Zhīyuǎn, de stichter van de Latere Han. In 951 pleegde generaal Guo Wei een staatsgreep en stichtte een nieuwe staat, de Latere Zhou. Wat nog over bleef, werd de Noordelijke Han genoemd.
In 960 werd de Latere Zhou omvergeworpen door de Song-dynastie. Keizer Liu Jun zocht steun bij de Kitan. Een conflict tussen de Liao en de Wuyue in 978 mondde uit in de verovering van de Wuyue en de Noordelijke Han door de Song-dynastie.

## Keizers
- Liu Min (951-954)
- Liu Jun (954-968)
- Liu Jiyuan (968-979)

Xia · Shang · Zhou · Qin · Han · Drie Koninkrijken · Jin · Zuidelijke Dynastieën · Noordelijke Dynastieën · Sui · Tang · Vijf Dynastieën · Jin (Jurchen) · Song · Yuan · Ming · Qing